# 曼谷愛情故事 (電影)
《曼谷愛情故事》（直译“朋友...吾愛汝哇！”），由泰國導演普安農編劇、執導的同志愛情電影，2007年9月13日於泰國首映。內容描述一名警察與殺手之間感人的浪漫愛情故事，同時也是泰國第一部於戲院上映的同志電影。同年，榮獲第34屆『比利時國際獨立電影展』最佳影片。2008年更獲得『泰國電影學院獎』最佳編劇、最佳攝影、最佳錄音三項大獎。

## 劇情內容
|                    | 如果愛情可以讓人不再寂寞，為什麼有人會選擇拒絕它。 |
| ——引自電影海報文案 |                                                    |

- 潮水般熙來攘往的繁華城市曼谷，一名冷峻、身手蹻捷的職業殺手──雲，將愛深埋於心底的他，似乎不認為自己還擁有愛人的感情，唯一讓他懸念的就是身罹重病的母親和弟弟霧。為了在殘酷的現實環境中生存，在隱瞞母親的情形下雲成為殺手，做著許多人都不願去做的事，為的是尋求家人能擁有穩定而溫飽的生活。雲和霧說著這是最後一次的任務了，結束後將帶著母親和霧遠離曼谷回到泰北鄉下湄宏順。然而雲卻不知此次任務，將為自己的未來帶來莫大的改變，那就是愛情的萌生。
- 雲最後的暗殺對象是一位年輕、俊美前途無可限量的警察石，為探查石的動向，雲接近了石，在石與未婚女友沙約會的同時將石擊昏並且擄走。雲將石囚禁在一間旅館房間裡，看守過程中，對於這次委託暗殺的雇主為何綁架活口而產生了懷疑。翌日，雲將石帶往雇主的藏匿處，發現自己竟捲入黑道和軍警界之間的恩怨，成了黑道的幫兇。在堅持不殺好人的信念下雲已下不了手，為了保護石，雲刺青的左臂遭受其雇主的槍擊，臨危之際，兩人騎乘摩托車倉皇地逃離了槍戰現場。最初雲堅決要石離開，卻因身受重傷而接受石的幫助。石依照雲的指示來到雲家人住處，向霧說明兩人將離開一些時日，並囑咐對他人隱瞞行跡。稍作安頓之後，便來到一處荒廢的住宅頂樓；也就是雲的臨時住所，開始了躲避黑道追殺的隱密生活。石將雲的槍傷作了妥善處置，此時已無法離開捨身為自己擋下子彈的雲，留下來，成了石最義無反顧的事。
- 雲在石的悉心照料之下傷勢逐漸好轉，隨著兩人朝夕相處，對彼此的認識也日益加深，患難與共的真摯情感已在彼此心中滋長、蔓延。雖是同為男人，石不禁對雲勻稱的身形和舉止產生愛慕，眼神流轉之間透露了兩人想愛與渴望被愛的焦躁。一日，露天的屋頂上石為沐浴中的雲擦拭身體[5]，流水閃耀著的迷人身軀，挑起了內心慾望的極限，終於，兩人超越了性別的界線，互相需索著對方並深深的擁吻、愛撫，進而發生了關係。當雲醒來看見身邊的石，一股煩躁、懊悔的心情湧上心頭，不願面對這份感情是否真實亦或是一時迷失的雲，憤而將石驅離了身邊。石茫然地回到自己的住處，心思想的全都是和雲相處的時光，此刻對沙的感情已不復以往。
- 執著相信自己深愛雲的石，不斷地追尋雲的行蹤，卻又一再彼此錯過。石並不放棄尋找，依舊回到雲的藏身之所。在那充滿回憶的房間裡，意外發現雲的項鍊就掛在鏡子前，空氣中飄散的香煙氣味，石知道，雲一直都在。為取得雲的聯繫，於是將紙條和自己的行動電話留給了雲。再次的來到頂樓，雲遺留與石先前曾經見過的那只布偶[6]，石欣喜的明瞭到，這是雲想傳達給自己的心意。這天，頂樓傳來了熟悉的口琴聲，循著聲音的方向，石知道雲就在這裡，心裡焦急的呼喊著並訴說連日來思念的心情，希望能再見雲一面。雲聽見了，卻無法回應這份感情。沮喪的石想起昔日相識情景，對雲的愛依然無法釋懷。一次偶然的相遇，命運讓兩人再度重逢。透明的玻璃帷幕阻隔了彼此，不以為意的石傾心地向雲告白，以一枚刻著蝴蝶紋樣的戒指[7]表達了滿腔的愛意，無奈的，雲選擇了逃避這熾熱的愛，再一次地消失在石的眼前。
- 幾日以來，神情落寞的石不知不覺來到了雲家人居所附近，驚見一群人毆打著一名少年，而那名少年竟然是霧。石知道霧罹患愛滋病的事實，也因為這樣的疾病，使得霧和母親受到附近鄰居歧視的異樣眼光。石不擔心因此被感染，心疼霧處境的石告訴霧，如有需要幫助可以隨時和他聯絡。向霧詢問了雲的下落，仍然沒有雲的消息，便將自己的電話號碼和戒指交給霧，並希望霧能將戒指轉交給雲。
- 回歸再也不受他人打擾的鄉間田野，讓母親和霧得以安心療養病情，平靜的度過每個晨昏，是雲的夢想，而他正一步步的實踐自己的諾言。賣掉了跟隨多年的紅色摩托車，正式和漂泊的殺手生涯道別。雲帶著身上所有的積蓄，回到久未踏進的家門口，驀地傳來了一聲呼喚，是石，他心中不敢去面對的人，正輕聲的叫喚著他的名字。再次見到石，雲壓抑許久的感情再也阻擋不了想碰觸他、擁抱他的衝動，瞬時間大雨傾盆而下，雨夜裡兩人熱烈的親吻著忘我的索求彼此的溫度，彷彿時空也因此而靜止了。但此時雲的理智再次拒絕了石，將石推開後逕自離去。在雷聲點綴著白雨的巷弄中，雲的母親和霧目賭了這一切，還有跟著石而來的沙。
- 雲回到家中探望久未見面的母親以及霧，並且告訴母親即將帶他們離開曼谷。雲的母親此刻心中複雜的情緒卻未能平息。雲走向樓頂尋找霧，看見霧獨自在雨中淋著雨。詢問之下，霧說出了自己賣身的真相[8]，深感憤怒的雲出手打了霧，並斥責為何將疾病傳染給他人。雲的心淌著血，他瞭解霧的委屈，亦自責因殺手的身分而無法時刻留在身邊照顧他，更多的感情是出自於無比的憐惜。此時在房間裡聽到自己摯愛的兒子爭執的原因，雲的母親哀痛的嗚咽著久久不能自已。一旁而來的石，眼見這感傷的情境，對自己的無能為力感到哀傷而黯然地離開，已守候在巷口的沙遠遠看到石的身影，方才未婚夫與未曾謀面的陌生男子擁吻的景象，震驚之餘心中感到氣憤難平，朝著石的身旁開了一槍後，驅車揚長而去。房間內突如其來一陣聲響，雲立即飛奔下樓，看到的竟是母親欲以上吊來結束自己的生命。雲和霧傷心的趕緊將母親解救下來並急欲送往醫院，卻在此時遭到黑幫派來的殺手所槍殺。親眼見到母親倒在自己懷中嚥下最後一口氣，悲痛欲絕的雲，燃起了為母親復仇的意念，決心再度成為殺手。
- 悲傷的沙枯坐在客廳裡啜泣，螢幕前播放著與石兩人之間的點點滴滴，不能置信眼前所看到的那一幕。她的愛，讓她不忍心殺了石。面對石的前來，她選擇了寬容，和石解除婚約，留給自己尋找愛的可能，也讓兩人重獲自由。
- 前往湄宏順的月上仍未看見雲到來，霧的心中不由得忐忑不安。翻閱著風景照片，石的電話號碼赫然在其中。霧想起石曾經對他說過的話，思索良久，於是決定與石聯絡。那晚失去了雲的消息，石心急如焚，接到霧的電話卻是雲即將前去暗殺前雇主和黑幫頭領，已顧不得一切的石即刻打聽了住址並試圖前去阻止。此時重回殺手身分的雲已被復仇之心蒙蔽，解決了黑幫頭領，便隻身一人來到前雇主住處展開冷血的殺戮。在刺殺前雇主後雲踏上回程，已在車站等候多時的霧看見雲出現，滿心期待著即將開始的新生活。然而跟蹤雲一段時間，並且已埋伏於車站旁的警察突然地現身，不僅帶走了雲也粉碎了霧的夢，月台上留下霧，孤零零前往泰北的愛滋病療養院。
- 監牢裡石和雲再次相會，石告訴雲一直以來探望著霧的生活起居，雲心裡滿滿的感激卻不知該如何說出口，靜靜的看著說著話的石，發現石的眼裡依稀失去了往日的神采。追問之下石道出當時為了阻止雲復仇，跟隨著雲前往的經過。那時雲已經離開，錯身而過的石險遭雲前雇主的妻子所槍殺，子彈擊中身旁的時鐘，飛散的玻璃碎片劃中了石的眼睛，從此石就再也看不見了。雲聽到石的敘述，心痛的流下了眼淚，完全意料不到石竟然跟隨自己前往，還因此讓石失去了雙眼。雲心中無限的悔恨與歉意，此時已化為滿溢的愛，迴蕩在兩人相望的靜默中。石回想起希望雲戴上的那枚戒指，雲並沒有忘記，他已經把石放在心裡最重要的地方。
- 這天石一如往常前往探訪霧的病情，卻怎麼也找不著霧的蹤影，隨之而來的竟然是霧已經死亡的消息。石帶著霧僅僅留下的一封信，交給了在牢獄中服刑的雲。信中的內容，泣訴當年繼父對霧和母親所做的侮辱而造成的家庭悲劇，以及感染愛滋病後遭受的種種非人待遇，字裡行間句句血淚。這些年來霧竟是生活在沒有任何希望的深淵之中，獨力面對了許許多多的挫折，絕望之際選擇了跟隨母親前去。讀文至此雲不禁悲從中來。霧並沒有因此責備雲，也由衷感謝石的幫助，善良的他帶著兄弟之間短暫而美好的回憶，離開了這冷暖人世。
- 多年以後雲被釋放了，步出監獄門口，清泠的雨水彷彿洗滌了過去，宛若重生。石已在雨中等待著雲的到來。雲面對雙目失明的石，承諾永遠當石的眼睛，猶如戀人般兩人的心已緊緊連繫在一起，幸福竟是如此靠近。然而，命運似乎無情的捉弄這得來不易的幸福，就在此時一聲槍響，奪走了雲的生命，渾然不知的石滔滔的說著兩人的未來，在失去了手邊的溫熱，回想起那不尋常的聲音時，雲已倒臥在大雨之中。石悲痛的尋找雲的身體，不停地呼喊他的愛，驀然卻已是天人永隔。韶光荏苒，飛雪悄然落下，石再度獲得光明。雲留給石最需要的雙眼，兌現了他的承諾；也留下二十多年前石所給予的那支行動電話，裡頭錄著的是雲生前來不及說出口的告白。原來雲的心中早已默許了石的愛，直到他停止呼吸的那一刻。

## 人物介紹
雲（Make，Cloud）　演員：Ratanabanrang Tosawat（拉塔那邦）
瀟灑不羈、槍法俐落的職業殺手。少年時期由於母親改嫁，繼父對母親以及弟弟霧粗暴的言行和虐待，使得雲的心裡蒙上了一層陰影且揮之不去。在失手殺死繼父；投身於喋血的亡命生涯後更顯得孤寂而悽涼，從此對人不再輕易敞開心胸，更不顯露出真正的感情。雖然如此，內心存在的溫柔本質，對因繼父而染上愛滋病的母親和霧十分的疼惜與愛護，雖身為一名殺手，卻有著絕不錯殺好人的堅定原則，而他的良善也因此種下了日後無可挽回的致命因果。一生中所遇見的珍愛之人石，一段令他迷惘不已的同性之愛，幾乎動搖了他的心，冷酷的外表下再也隱藏不住心中波濤洶湧的情意。年少時的夢魘此時再度浮現，為此感到惶恐不安的雲一度選擇逃離這段愛情。
石（Eit，Stone）　演員：Chaiwat Tongsang（查瓦特）
年輕俊邁、備受賞識的皇家警察。坦率、真摯的個性，行事執著而認真。擁有令人稱羨的優渥收入和美麗的未婚妻沙。看似完美、幸福的人生，過著家人和週遭朋友期望的美好生活，但他的心中總覺得好像缺少了一樣重要的東西。一場劫持暗殺行動，石成了黑道幫派份子挾怨報復的對象，卻也因此邂逅了生命中真正所愛之人雲。那段相濡以沫的平緩日子裡，從彼此相識、相知進而相戀，體認了真愛無關於性別的真義後，毫不猶疑地相信自己所感受的愛情，不顧一切的追求並且無悔的付出。
霧（Mork，Fog）　演員：Weeradit Srimalai（威拉第）
雲的弟弟。心思纖細、憂鬱的美少年。幼少時期因遭受繼父慘無人道的施虐與強暴，而感染了愛滋病。身心受創的霧對人生不抱著期許，也無力去反抗，默默地承受著命運加諸於他身上的苦痛，並全心全意的照顧和他一樣罹患重病的母親。藉由飼養鬥魚得到了一絲絲撫慰與勇氣。而他最大的心願便是與媽媽和哥哥雲一起回到鄉下，過著恬靜、自由的生活。繼父帶給他的傷害，讓他痛恨所有從事危險性遊戲的人們，但為了籌措母親的醫藥費，卻又不得已出賣了自己的肉體；現實的矛盾和身體的病痛無情地折磨著霧，讓他正青春年少的生命，因而走上了死亡的不歸路。
沙（Sai，Sand）　演員：Chatcha Rujinanon（澄江露吉娜儂）
石的未婚妻。美麗、充滿自信的現代女性。和男友石論及婚嫁，在即將步入紅毯的前夕，未婚夫石竟遭到挾持綁架，不知所措的她十分擔心石的安危。然而當未婚夫再度回到她身邊時，卻已經不再是她熟悉的石，憂慮焦急的她百思不得其解，最後她跟蹤了石，發現了石的驚人秘密。

## 音樂
- （想知道……卻不敢問）
演唱：Calories Blah Blah

## 參展與獲獎記錄
- 2007 比利時國際獨立電影展 最佳影片
- 2007 香港同志影展 開幕片
- 2008 泰國電影學院獎 最佳編劇 最佳攝影 最佳錄音

## 延伸閱讀
- 《PLUTO同遊誌》Issue 002 Dec 07- Feb 08，2008年1月5日發行。44-67頁。ISSN 1793-5415

## 外部連結
- （泰文）《曼谷愛情故事》官方網站（页面存档备份，存于）
- （泰文）《曼谷愛情故事》Pantip.com （页面存档备份，存于）
- （中文）《曼谷愛情故事》台灣官方部落格 （页面存档备份，存于）